# Saint-Léger-de-Montbrillais
 Saint-Léger-de-Montbrillais  es una población y comuna francesa, situada en la región de Poitou-Charentes, departamento de Vienne, en el distrito de Châtellerault y cantón de Les Trois-Moutiers.

## Demografía
| 544 | 534 | 444 | 420 | 427 | 405 |
| Para los censos de 1962 a 1999 la población legal corresponde a la población sin duplicidades (Fuente: INSEE [Consultar]) |     |     |     |     |     |